# Addison Rae
Addison Rae Easterling (Lafayette, 6 de outubro de 2000), é uma cantora, atriz e personalidade americana da mídia social. Rae alcançou a fama no TikTok em 2019 e acumulou mais de 88 milhões de seguidores, tornando-a a quinta pessoa mais seguida na plataforma. Ela então fez a transição para diferentes empreendimentos, incluindo música e atuação. Ela fez sua estreia como atriz no filme de comédia da Netflix, He's All That (2021). Posteriormente, ela estreou o filme de terror Thanksgiving (2023).
Em 2021, Rae lançou seu single de estreia, "Obsessed", que não foi bem recebido pelos críticos musicais e mais tarde foi incluído em seu extended play (EP) de estreia, AR (2023). Em 2024, ela assinou com a  Columbia Records e colaborou com Charli XCX em um remix da canção "Von Dutch". Ela ganhou ainda mais reconhecimento nesse mesmo ano após o lançamento do single "Diet Pepsi", seu primeiro sob uma grande gravadora, que alcançou a 54ª posição da Billboard Hot 100 e o top dez da parada de singles britânica. Durante a apresentação de Arca no Coachella de 2025, Rae anunciou seu álbum de estreia, Addison, com lançamento previsto para 6 de junho de 2025.

## Vida pregressa
Addison Rae Easterling nasceu e foi criada em Lafayette, Louisiana, filha dos pais Monty Lopez e Sheri Easterling. Rae tem dois irmãos mais novos, Enzo Lopez e Lucas Lopez, e uma meia-irmã mais velha, Macye Neumeyer, que tem duas filhas. Os pais de Rae se divorciaram inicialmente quando ela era mais jovem e estavam sempre juntos durante sua infância, antes de se casarem novamente em 2017. Ambos os pais também têm sua própria presença no TikTok; Monty tem 5 milhões de seguidores e Sheri tem 14 milhões de seguidores.
Rae começou a dançar competitivamente aos seis anos de idade, onde participou de competições por todo o país. Antes de se mudar para Los Angeles para seguir sua carreira, a estrela da mídia social frequentou brevemente a Louisiana State University (LSU), onde estudou jornalismo de transmissão no outono para se tornar uma locutora esportiva, mas desistiu quando começou a ganhar popularidade no TikTok. Em uma entrevista à revista Elle, Rae falou sobre sua escolha de se mudar para Los Angeles, dizendo: "algumas pessoas em LA entraram em contato comigo e eu pensei 'preciso ir. Preciso ir'. Então meus pais me apoiaram totalmente."

## Carreira

### 2019-2021: Fama do TikTok e "Obsessed"
Rae ganhou atenção pela primeira vez após ingressar no aplicativo de mídia social TikTok em julho de 2019, enviando vídeos de dança para músicas populares na plataforma. Em poucos meses, Rae ganhou mais de um milhão de seguidores no aplicativo, deixando a LSU em novembro. Mais tarde, ela assinou com a agência de talentos WME em janeiro de 2020. Em julho de 2020, Addison lançou um podcast semanal exclusivo do Spotify ao lado de sua mãe, Mama Knows Best, cobrindo suas vidas pessoais e profissionais. Rae mais tarde relançou este podcast com o nome That Was Fun?. Em março de 2021, Rae lançou seu single de estreia, "Obsessed". O single foi criticado pela crítica, e pretendia ser o single principal de seu próximo EP de estreia, mas foi temporariamente arquivado. No mesmo ano, Rae lançou sua própria linha de cosméticos, Item Beauty. Rae também fundou sua própria linha de fragrâncias chamada "Addison Rae Fragrance".[carece de fontes?] Em agosto, Rae fez sua estreia no cinema no filme de comédia da Netflix, He's All That (2021), um remake da comédia adolescente de 1999 She's All That. O filme foi o mais transmitido em sua semana de lançamento, mas estreou com críticas geralmente negativas dos críticos.

### 2022-presente: Avanço com a "Pepsi Diet"
Em fevereiro de 2022, foi anunciado que Rae havia se juntado ao elenco de um filme intitulado Fashionista, produzido pela Paramount. No mesmo mês, várias músicas de seu EP inédito vazaram no YouTube, o que Rae inicialmente pensou que "poderia marcar o toque de finados para sua carreira musical". No entanto, as faixas ganharam força online, o que a estimulou a lançar seu primeiro extended play AR em 18 de agosto de 2023. O EP recebeu críticas geralmente positivas, e estreou na posição 19 na parada de álbuns Heatseekers da Billboard dos EUA.[carece de fontes?]
Em 2023, Rae estrelou como Gabby no filme slasher Thanksgiving. Ela está definida para estrelar Animal Friends em 2025.
Em março de 2024, Rae foi destaque no remix de Charli XCX de "Von Dutch", que apareceu no álbum de remixes de Charli XCX, Brat and It's Completely Different but Also Still Brat (2024). Rae também apareceu no álbum Britpop (2024) de A. G. Cook em uma música intitulada "Lucifer" com Charli XCX. Em agosto de 2024, Addison Rae lançou seu primeiro single de grande gravadora, "Diet Pepsi", pela Columbia Records. A música recebeu críticas positivas e se saiu bem crítica e comercialmente. A música chegou ao pico na posição 54 na Billboard Hot 100 dos EUA, marcando a primeira entrada de Rae. Rae cantou a música ao vivo no Madison Square Garden com Troye Sivan e Charli XCX na turnê Sweat. Em outubro de 2024, Rae lançou o single "Aquamarine". Um remix da música com Arca foi lançado um mês depois. Em fevereiro de 2025, Rae lançou seu terceiro single, "High Fashion".

## Arte
Os críticos musicais categorizaram a música de Rae como dance-pop, bubblegum pop e synth-pop. Rae é influenciada por muitos artistas, incluindo Jennifer Lopez, Beyoncé, Katy Perry, Taylor Swift, Britney Spears, Madonna, Rihanna, Barbra Streisand, Sophie, Arca e Charli XCX. Em uma conversa com a revista Interview, Rae reflete sobre suas influências: “Eu amo uma mulher que faz tudo... Eu amo uma garota que faz tudo sem filtro, está simplesmente enraizado em mim.”
A Vogue observa que Rae recebeu atenção de fãs de música online por seu gosto inesperadamente eclético; artistas como “FKA Twigs, Yves Tumor e Kelela” aparecem em suas listas de reprodução que estilisticamente “abrangem o hip-hop de vanguarda recente até o melhor do R&B produzido por Timbaland nos anos 2000”.

## Imagem pública
Desde sua estreia no TikTok, Rae fez parceria com várias empresas, como Reebok, L'Oréal, Hollister e American Eagle. A Forbes publicou um relatório em agosto de 2020 revelando que Rae ganhou US$ 5 milhões no último ano até junho com seus vários acordos de patrocínio e mercadorias, tornando-a a estrela do TikTok com maior ganho na época. Rae foi creditada por reviver a popularidade do piercing no umbigo na década de 2020 ao lado de Ice Spice e Billie Eilish.
Em março de 2020, The Kid Laroi lançou uma música intitulada "Addison Rae". Mais tarde naquele ano, Rae foi mencionada por Lil Yachty na música "E-ER", com Yachty fazendo rap, "I want Addison Rae to become my doctor and check on my privates". Bryce Hall, então namorado de Rae, tentou remover essa letra da música.

## Vida pessoal
Em outubro de 2020, Rae confirmou que estava em um relacionamento com o TikToker Bryce Hall por meio de várias postagens nas redes sociais; no entanto, eles se separaram no ano seguinte. Em janeiro de 2021, Rae doou seu prêmio de US$ 1 milhão por vencer um torneio all-star Mario Tennis Aces chamado Stay At Home Slam para a instituição de caridade No Kid Hungry. Em junho de 2021, foi relatado que Rae estava em um relacionamento com Omer Fedi, um produtor e músico baseado em Los Angeles.
Em agosto de 2022, Rae foi alvo de escrutínio quando fez uma postagem com um sutiã e um biquíni com as palavras "Pai", "Filho" e "Espírito Santo" ("Father", "Son" e "Holy Spirit"), o que foi considerado ofensivo por alguns cristãos. Desde então, ela removeu a postagem.

## Discografia

### Álbum
- Addison (2025)

### Extended plays
| Título | Detalhes                                                                                            | Posições de pico no gráfico | Posições de pico no gráfico |
| Título | Detalhes                                                                                            | US Heat.                    | US Sales                    |
| ------ | --------------------------------------------------------------------------------------------------- | --------------------------- | --------------------------- |
| AR     | - Lançado: 18 de agosto de 2023 - Etiqueta: Sandlot - Formatos: CD, LP, digital download, streaming | 19                          | 45                          |

### Singles
| Título                                                                                    | Ano  | Posições de pico no gráfico | Posições de pico no gráfico | Posições de pico no gráfico | Posições de pico no gráfico | Posições de pico no gráfico | Posições de pico no gráfico | Posições de pico no gráfico | Posições de pico no gráfico | Posições de pico no gráfico | Posições de pico no gráfico | Certificações                            | Álbum |
| Título                                                                                    | Ano  | US                          | AUS                         | CAN                         | GRE                         | IRE                         | NZ                          | SWE                         | SWI                         | UK                          | WW                          | Certificações                            | Álbum |
| ----------------------------------------------------------------------------------------- | ---- | --------------------------- | --------------------------- | --------------------------- | --------------------------- | --------------------------- | --------------------------- | --------------------------- | --------------------------- | --------------------------- | --------------------------- | ---------------------------------------- | ----- |
| "Obsessed"                                                                                | 2021 | —                           | —                           | 74                          | —                           | 64                          | —                           | —                           | —                           | —                           | —                           |                                          | AR    |
| "Diet Pepsi"                                                                              | 2024 | 54                          | 18                          | 39                          | 39                          | 7                           | 17                          | 92                          | 65                          | 10                          | 35                          | - RIAA: Gold - MC: Platinum - RMNZ: Gold | ASA   |
| "Aquamarine"                                                                              | 2024 | —                           | —                           | —                           | 70                          | 47                          | —                           | —                           | —                           | 45                          | —                           |                                          | ASA   |
| "High Fashion"                                                                            | 2025 | —                           | —                           | —                           | —                           | —                           | —                           | —                           | —                           | —                           | —                           |                                          | ASA   |
| "—" indica uma gravação que não entrou nas paradas ou não foi lançada naquele território. |      |                             |                             |                             |                             |                             |                             |                             |                             |                             |                             |                                          |       |

### Outras músicas nas paradas
| "2 Die 4" (featuring Charli XCX)                                                  | 2023 | 67 | 13 | AR                                                     |
| "I Got It Bad"                                                                    | 2023 | —  | 31 | AR                                                     |
| "Von Dutch" (featuring Charli XCX e A. G. Cook)                                   | 2024 | —  | 25 | Brat and It's Completely Different but Also Still Brat |
| "—" denotes a recording that did not chart or was not released in that territory. |      |    |    |                                                        |

### Participações especiais
| Título      | Ano  | Outros artistas        | Álbum                                                  |
| ----------- | ---- | ---------------------- | ------------------------------------------------------ |
| "Lucifer"   | 2024 | A. G. Cook, Charli XCX | Britpop                                                |
| "Von Dutch" | 2024 | Charli XCX, A. G. Cook | Brat and It's Completely Different but Also Still Brat |

## Filmografia

### Filmes
| Ano  | Titulo         | Papel          | Notas              | Ref.   |
| ---- | -------------- | -------------- | ------------------ | ------ |
| 2020 | Spy Cat        | Marnie         | Dublagem em inglês | [ 67 ] |
| 2021 | He's All That  | Padgett Sawyer |                    | [ 17 ] |
| 2023 | Thanksgiving   | Gabby          |                    | [ 68 ] |
| 2025 | Animal Friends | ASA            | Pós-produção       | [ 69 ] |

### Televisão
| Ano  | Titulo                          | Papel          | Notas                           | Ref    |
| ---- | ------------------------------- | -------------- | ------------------------------- | ------ |
| 2020 | Billboard Music Awards          | Apresentadora  |                                 | [ 70 ] |
| 2020 | People's Choice Awards          | Apresentadora  |                                 |        |
| 2020 | Top Elf                         | Juiz convidado | 2.ª Temporada, episódio 1       | [ 71 ] |
| 2021 | Kids' Choice Awards             | Apresentadora  |                                 |        |
| 2021 | Keeping Up with the Kardashians | Ela mesma      | 20.ª Temporada, episódios 4 6 6 | [ 72 ] |
| 2022 | Addison Rae Goes Home           | Ela mesma      | Docuseries do Snapchat          |        |
| 2023 | The Kardashians                 | Ela mesma      | 3.ª temporada, episódio 9       | [ 73 ] |
| 2024 | MTV Video Music Awards          | Apresentadora  |                                 | [ 74 ] |

### Vídeos musicais
| Ano                     | Título                    | Outros artistas        | Diretor(es)            | Ref.                   |
| Como artista principal  | Como artista principal    | Como artista principal | Como artista principal | Como artista principal |
| ----------------------- | ------------------------- | ---------------------- | ---------------------- | ---------------------- |
| 2021                    | "Obsessed"                | Nenhum                 | Diane Martel           | [ 75 ]                 |
| 2024                    | "Diet Pepsi"              | Nenhum                 | Sean Price Williams    | [ 76 ]                 |
| 2024                    | "Aquamarine"              | Nenhum                 | Sean Price Williams    | [ 77 ]                 |
| 2024                    | "Aquamarine / Arcamarine" | Nenhum                 | Lexee Smith            | [ 78 ]                 |
| Participações especiais |                           |                        |                        |                        |
| 2020                    | "Blueberry Faygo"         | Lil Mosey              | Cole Bennett           |                        |
| 2020                    | "Canceled"                | Larray                 | JakeTheShooter Larray  | [ 79 ]                 |
| 2023                    | "You Only Love Me"        | Rita Ora               | Charlie Sarsfield      | [ 80 ]                 |

## Prémios e indicações
Rae foi indicada para vários prêmios, incluindo People's Choice Awards, Streamy Awards e Nickelodeon Kids' Choice Awards.
Em 2021, Rae ganhou o prêmio 'Lifestyle Creator' do Streamy Awards.
| Ano  | Prêmio                 | Categoria                   | Resultado | Ref.   |
| ---- | ---------------------- | --------------------------- | --------- | ------ |
| 2020 | People's Choice Awards | The Social Star of 2020     | Indicado  | [ 82 ] |
| 2020 | Streamy Awards         | Creator of the Year         | Indicado  | [ 83 ] |
| 2020 | Streamy Awards         | Breakout Creator            | Indicado  | [ 84 ] |
| 2021 | Bravo Otto Awards      | Social Media Star           | Indicado  | [ 85 ] |
| 2021 | Kids' Choice Awards    | Favorite Female Social Star | Indicado  | [ 86 ] |
| 2021 | MTV Movie & TV Awards  | Breakthrough Social Star    | Indicado  | [ 87 ] |
| 2021 | Streamy Awards         | Creator of the Year         | Indicado  | [ 88 ] |
| 2021 | Streamy Awards         | Lifestyle Creator           | Venceu    | [ 88 ] |
| 2021 | People's Choice Award  | The Social Star of 2021     | Indicado  | [ 89 ] |
| 2022 | Kids Choice Awards     | Favorite Social Music Star  | Indicado  | [ 90 ] |
| 2022 | Kids Choice Awards     | Favorite Female Creator     | Indicado  | [ 90 ] |
| 2022 | People's Choice Award  | The Social Star of 2022     | Indicado  | [ 91 ] |
| 2022 | MTV Millennial Awards  | Global Creator              | Indicado  | [ 92 ] |
| 2022 | Streamy Awards         | Creator of the Year         | Indicado  | [ 93 ] |
| 2023 | Kids' Choice Awards    | Favorite Female Creator     | Indicado  | [ 94 ] |
| 2024 | Kids' Choice Awards    | Favorite Female Creator     | Indicado  | [ 95 ] |